# 軻比能
軻比能（2世紀？—235年），為中國三國時期的鮮卑首領之一。

## 生平
鲜卑部落联盟首领檀石槐死后，联盟瓦解。轲比能原属小种鲜卑，軻比能「勇健，斷法平端，不貪財物」，眾人推舉他為大人（首領）。据有代郡、上谷郡一带。他的部落接近漢的北方邊境，自從袁紹據河北後，有不少漢人逃到塞外投靠軻比能，他們教曉鮮卑人「作兵器鎧楯」，又教授文字。軻比能仿效中原方式管理部眾，定法制，「出入弋獵，建立旌麾，以鼓節為進退」。东汉建安年间，向曹操进贡，求通市。他曾經協助曹操敉平地方叛亂，也曾經侵擾漢境，助代郡乌桓扰边，被曹彰打得大敗，退出塞外。軻比能後來恢復向中原政權貢獻。220年，軻比能遣使獻馬，曹丕封他為附義王，鲜卑与魏通好互市。其後軻比能與東部鮮卑大人素利及檀石槐孙步度根爭戰。迫使步度根退保太原、雁门。224年，軻比能又進攻素利，魏國出兵干預，打敗了軻比能的部下瑣奴，軻比能於是致書向魏解釋。遭护乌桓校尉田豫袭击，叛魏，扰幽州、并州。
此後軻比能的部眾變得強盛，「控弦十餘萬騎」。他每次掠得財物，均與眾平分，「終無所私，故得眾死力，餘部大人皆敬憚之」，然猶未能及得上以前檀石槐時期的強大。
228年，其女婿鬱築鞬遭田豫攻擊，派三萬騎兵相救，围田豫于马城，經閻志勸解，帶兵離去。
233年，軻比能引誘步度根結和親，於是步度根歸附軻比能，侵襲，为魏将秦朗所败。退走漠北。後來軻比能殺了步度根。兼并鲜卑各集团，统一漠南大部。
235年，魏幽州刺史王雄派刺客韩龙殺死軻比能，立其弟為首領。
《晋书》称轲比能之后为契丹。